# Filthy
«Filthy» — сингл американского певца Джастина Тимберлейка, изданный 5 января 2018 года из его пятого студийного альбома Man of the Woods (вышедший 2 февраля 2018 года).
9 января 2018 года «Filthy» дебютировал на позиции № 9 в американском хит-параде Billboard Hot 100, став для Тимберлейка его 18-м сольным синглом, вошедшим в top-10.

## История
«Filthy» сочетает стили Электро-фанк и элементы R&B. Журнал Billboard отметил сочетание аренного рока с электро. Трек открывается гитарами и превращается в «изящный» индастриал-нео-фанк, в комплекте с синтезатором и вьющейся басовой линией. Тимберлейк говорит и поёт в стиле tongue-in-cheek, полусерьёзно-полушутливо, не меняясь при этом в лице. Трек включает вокал от жены певца Джессика Бил.
Сингл получил положительные отзывы музыкальной критики и интернет-изданий, например, таких, как The Guardian (5 из 5), XXL, NME, Rap-Up, The Arizona Republic, Variety, Billboard, The New York Times, The Ringer. Среди негативных обзоров, такие как Pitchfork, Joe.

## Музыкальное видео
Тизер видеоклипа был показан 4 января. Официальное музыкальное видео для сингла «Filthy» было поставлено американским режиссёром Марком Романеком и впервые показано в день премьеры песни 5 января 2018 года. Тимберлейк изображает в нём изобретателя, представляющего свою новую работу, футуристическогог танцующего робота, публике. Начальная сцена шоу проведена в том стиле, как это делал Стив Джобс, но на этот раз Тимберлейк выступает якобы в 2028 году на конференции Pan-Asian Deep Learning Conference в Куала-Лумпур (Малайзия), представляя своего нового робота. Танцующая машина искусственного интеллекта демонстрирует танцевальные движения, повторяя их за самим Тимберелейком, остающимся за занавесом рядом со сценой. Линия между создателем и его изобретением размывается в конце клипа, как это описывает журнал Rolling Stone. Для создания персонажа его изображение было сгенерировано при помощи трёхмерной компьютерной графики по методике CGI, для чего первоначально Тимберлейк и несколько танцоров выполнили соответствующие движения, которые затем стали движениями робота в конечном продукте.
О том как выглядит Тимберлейк в видеоролике, Рэйчел Хан из журнала Vogue пишет так, «это современной версия образа Джобса. Тимберлейк носит водолазку от Тодда Снайдера, очки с проволочной рамкой, пару серых брюк и классические белые кроссовки».

## Чарты

### Еженедельные чарты
| Чарт (2018)                         | Высшая позиция |
| ----------------------------------- | -------------- |
| Австралия (ARIA)                    | 27             |
| Австрия (Ö3 Austria Top 40)         | 42             |
| Бельгия/Фландрия (Ultratop 50)      | 17             |
| Бельгия/Валлония (Ultratop 50)      | 50             |
| Канада (Billboard Canadian Hot 100) | 5              |
| Чехия (Singles Digitál Top 100)     | 23             |
| Дания (Tracklisten)                 | 24             |
| Франция (SNEP)                      | 19             |
| Германия (GfK)                      | 42             |
| Венгрия (Single Top 40)             | 11             |
| Венгрия (Stream Top 40)             | 19             |
| Ирландия (IRMA)                     | 22             |
| Италия (FIMI)                       | 55             |
| Нидерланды (Single Top 100)         | 53             |
| New Zealand Heatseekers (RMNZ)      | 2              |
| Норвегия (VG-lista)                 | 39             |
| Португалия (AFP)                    | 48             |
| Шотландия (OCC Scotland)            | 8              |
| Словакия (Singles Digitál Top 100)  | 30             |
| Испания (PROMUSICAE)                | 29             |
| Швеция (Sverigetopplistan)          | 37             |
| Швейцария (Schweizer Hitparade)     | 34             |
| Великобритания (OCC UK Singles)     | 15             |
| США (Billboard Hot 100)             | 9              |
| США (Billboard Adult Contemporary)  | 28             |
| США (Billboard Adult Pop Airplay)   | 19             |
| США (Billboard Dance Club Songs)    | 27             |
| США (Billboard Pop Airplay)         | 16             |
| США (Billboard Rhythmic)            | 20             |

## Сертификации
| Регион | Сертификация | Продажи |
| --- | ------------ | ------- |
| Австралия (ARIA) | Золотой      | 35 000  |
| Канада (Music Canada) | Платиновый   | 80 000  |
| Польша (ZPAV) | Золотой      | 10 000  |
| * Данные о продажах приведены только на основе сертификации. · ^ Данные о тиражах приведены только на основе сертификации. · Данные о продажах + прослушиваниях приведены только на основе сертификации. |              |         |